# Jérémie Zimmermann
Pour les articles homonymes, voir Zimmermann.
 (janvier 2020).
Jérémie Zimmermann, est un informaticien français né en 1978 à Paris, cofondateur et l'ex-porte-parole de la Quadrature du Net, une organisation de défense des droits et libertés des citoyens sur Internet.

## Présentation
Il a été administrateur de l'April, une association de promotion et de défense du logiciel libre de 2004 à 2014.
Il est le cofondateur et l'ex-porte-parole de la Quadrature du Net de 2008 à 2014. Il est membre du collège d'orientation stratégique.
Il a reçu le prix EFF Pioneer 2012 de l'Electronic Frontier Foundation, en même temps que d'autres personnalités ou groupes.
Il siège un temps au comité de déontologie de l'association Nos oignons[réf. souhaitée], dont l'objet est « de participer au développement du réseau de communications électroniques Tor, cela afin de garantir les libertés d'information, d'expression et de communication. »
Le 1er octobre 2018, il quitte officiellement La Quadrature du Net en démissionnant de son statut de membre,.

## Œuvres
- Menace sur nos libertés : Comment Internet nous espionne. Comment résister, Robert Laffont, 2012, 245 p. (ISBN 978-2-221-13522-8 et 2-221-13522-9) (avec Julian Assange, Jacob Appelbaum et Andy Müller-Maguhn).
- Amaelle Guiton, Hackers : Au cœur de la résistance numérique, Vauvert/Paris, Au Diable Vauvert, 2013, 245 p. (ISBN 978-2-84626-501-0)